# Counterfeit²
Counterfeit² és el primer àlbum en solitari de Martin L. Gore, més conegut per ser el compositor principal de la banda anglesa Depeche Mode. Aquest fou la segona publicació de Gore en solitari després de l'EP Counterfeit e.p..
Aquest treball inclou onze versions de cançons que Gore va considerar molt influents en les seves composicions per Depeche Mode. Va enregistrar l'àlbum durant una etapa de descans que es va prendre la banda després de la gira Exciter Tour. En aquesta època, el cantant David Gahan gravava el seu primer àlbum en solitari, Paper Monsters, i Andrew Fletcher produïa l'àlbum de debut de la banda Client. L'àlbum és molt més dur comparat amb els dos anteriors que va compondre per Depeche Mode, Exciter i Ultra, i té la peculiaritat que conté una cançó cantada completament en alemany («Das Lied vom einsamen Mädchen»).
Gore va realitzar una gira curta amb alguns concerts per Europa i només a Los Angeles en la resta del món.

## Llista de cançons
| 1.            | «In My Time of Dying» (tradicional, versió influenciada per gravació de Bob Dylan) |                                                   | 4:24  |
| 2.            | «Stardust»                                                                         | David Essex                                       | 3:08  |
| 3.            | «I Cast a Lonesome Shadow»                                                         | Hank Thompson, Lynn Russwurm                      | 4:51  |
| 4.            | «In My Other World»                                                                | Julee Cruise, Louis Tucci                         | 3:53  |
| 5.            | «Loverman»                                                                         | Nick Cave                                         | 7:02  |
| 6.            | «By This River»                                                                    | Brian Eno, Hans-Joachim Roedelius, Dieter Moebius | 4:01  |
| 7.            | «Lost in the Stars»                                                                | Maxwell Anderson, Kurt Weill                      | 2:52  |
| 8.            | «Oh My Love»                                                                       | John Lennon, Yoko Ono                             | 3:33  |
| 9.            | «Das Lied vom einsamen Mädchen»                                                    | Werner R. Heyman, Robert Gilbert                  | 5:25  |
| 10.           | «Tiny Girls»                                                                       | David Bowie, Iggy Pop                             | 3:20  |
| 11.           | «Candy Says»                                                                       | Lou Reed                                          | 4:35  |
| Durada total: | Durada total:                                                                      | Durada total:                                     | 47:04 |

## Crèdits
- Martin L. Gore – Cantant, sintetitzadors, guitarra, arranjaments
- Peter Gordeno – Piano a "Lost In The Stars" i Fender Rhodes a "Das Lied Von Einsamen Mädchen"
- Andrew Phillpott, Paul Freegard – Productors
- Anton Corbijn – Direcció artística, fotografia
- Jennifer Secord – Fotografia
- Kris Solem – Masterització